# Manus

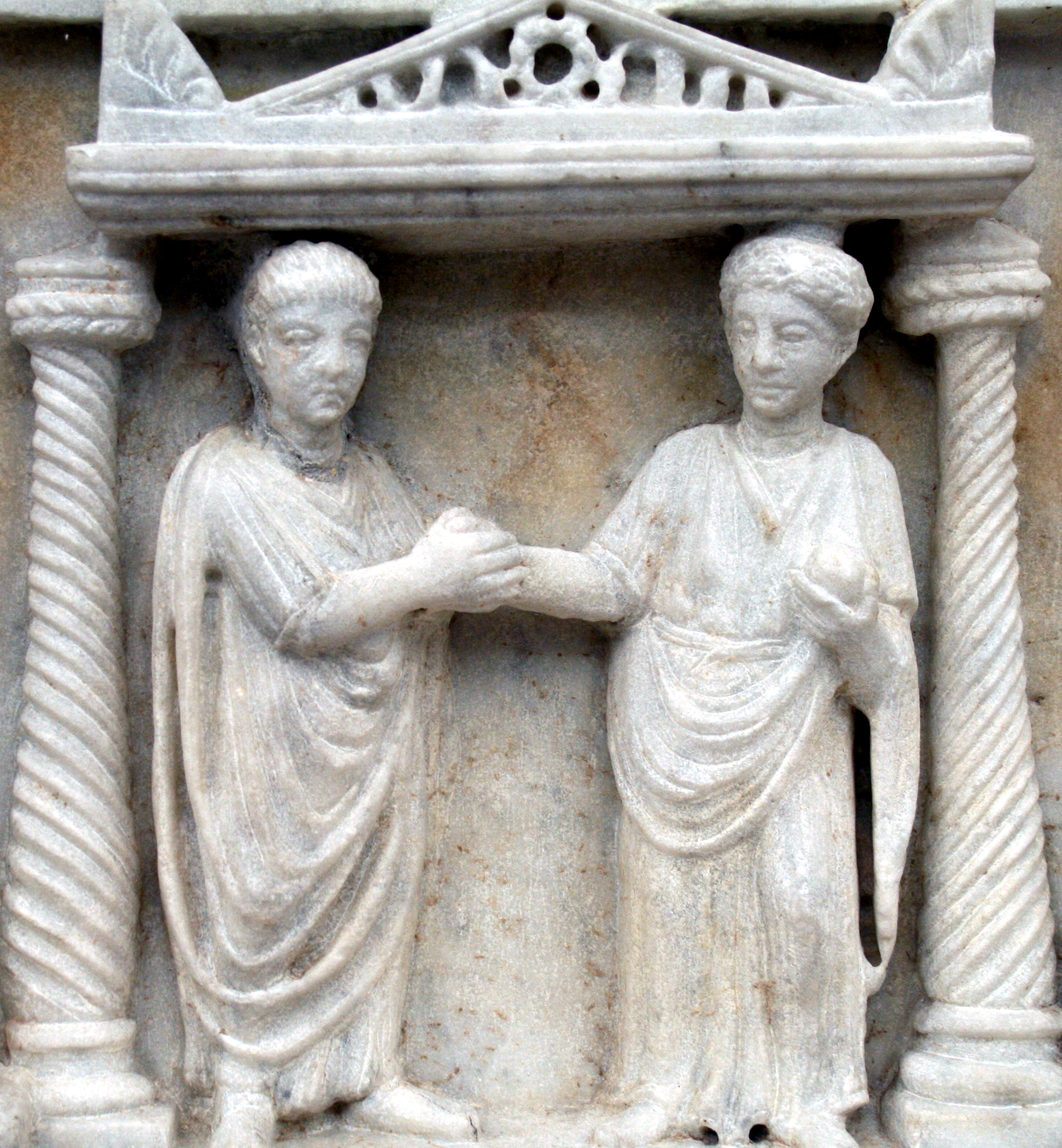
Escultura del Museo de las Termas de Diocleciano simbolizando la unión matrimonial.

La manus  (propia del ciudadano romano) se entiende como potestad establecida por el derecho civil, que ejercía el paterfamilias sobre la esposa, en virtud de la cual la mujer entraba a formar parte de la familia agnaticia de su marido (vir), como si fuera hija de familia, quedando en consecuencia bajo la absoluta dependencia del paterfamilia (del marido o, si este es alieni iuris, del jefe de la familia de este), dejando de pertenecer a su familia agnaticia originaria. Dentro de la estructura jurídica del matrimonio romano, la manus tenía una importancia fundamental. En efecto, para los romanos la mano (manus) era el miembro que puede manifestar exteriormente el poder, de ahí que la manus constituyese, de manera significativa, el poder del marido sobre la mujer, sin perjuicio de que con el correr de los tiempos se viese restringido el poder que esta concedía al marido.
La mujer in manu quedaba como hija de su marido (filiae loco) y hermana agnada de sus hijos. Si el marido era alieni iuris, entraba ella bajo la potestad de su suegro, como nieta (nepti loco) o como bisnieta cuando el marido era el nieto de aquel pater familias; en estos casos, al decir de Álvaro d'Ors, la manus quedaba como absorbida en la patria potestas bajo la que el marido se hallaba, de allí que se afirme que la entrada bajo la manus producía efectos análogos a los de la adopción, o, cuando la mujer era sui iuris, a los de la adrogatio.
Esta manifestación del poder de un paterfamilias desapareció tempranamente, mucho antes de Justiniano.

## Adquisición de la manus
Primitivamente el matrimonio conllevaba la adquisición de la manus, por lo cual debía celebrarse por confarreatio o coemptio, pero a partir de la Ley de las XII Tablas, se admite la existencia de matrimonio sine manus, al señalarse en ella la posibilidad de adquirir la manus por usus y la posibilidad de impedirle mediante la Trinoctii usurpatio. De esta forma no deben confundirse los actos que tienden a hacer adquirir al marido la manus sobre la mujer con la celebración del matrimonio, sin perjuicio de que en una primera época la regla general era la adquisición de la manus sobre la mujer, pero paulatinamente terminan por prevalecer los matrimonios sine manus, hasta desaparecer los matrimonios cum manus en el siglo III d. C. En este sentido, D'Ors señala que la manus no se identifica con el matrimonio, y por eso puede adquirirse sobre niñas sin edad matrimonial, pero destinadas a aquel matrimonio, y retenerse sobre la divorciada. Para que una mujer pudiera contraer matrimonio cum manus se requería de la autorización de su pater familias, y si era sui juris requería de la autorización de su tutor.

## Modos de adquirir la manus
La integración de la mujer a la familia del marido podía tener lugar de tres formas distintas:
- la confarreatio
- la coemptio
- el usus.

### La confarreatio
Es una ceremonia religiosa, solemne, se cree que era propia de los patricios y como consecuencia de ella estas familias podían contar entre sus miembros a integrantes de los Colegios Sacerdotales. Era celebrada ante los Pontífice máximo, ante el sacerdote de Júpiter, (flamen dialis), de otros sacerdotes y de diez testigos, y que consistía en un sacrificio en el cual se ofrecía a Júpiter una torta de harina (pani farreus) al tiempo que los contrayentes pronunciaban ciertas palabras sagradas sentados sobre la piel de una res que acababa de ser sacrificada.
Parece tener su origen en la formalidad etrusca, y, en virtud de ella, varón y mujer quedaban asociados en el mismo culto al entrar la mujer a la familia agnaticia del marido y por tanto a adorar los dioses de dicha familia.

### La coemptio
Es una adaptación de la mancipatio y es algo así como una adquisición simbólica o fingida de la mujer (imaginaria venditio). Consistía en que en presencia del librepens (persona que portaba una balanza) y de cinco testigos, el marido golpea la balanza con una moneda de cobre o recudusculum o con un trozo de cobre, que entrega luego al que simbólicamente aparece como vendedor de la mujer (paterfamilias o tutor). El marido intercambiaba algunas palabras con el vendedor simbólico, en que se determinaba el objeto y las condiciones de la enajenación simbólica. Acto seguido, el varón preguntaba a la mujer si quería formar parte de su familia. Tal formalidad sirvió para determinar el objeto y las condiciones de la venta (Lex mancipi) para distinguirla así de la simple mancipatio. La coemptio dejó de tener aplicación a fines de la República, desapareciendo prácticamente a comienzos del Imperio.

### El usus
Tal como lo señalamos podía darse el caso de que celebrado un matrimonio este no fuese acompañado de la confarreatio o de la coemptio, no adquiriendo por tanto el marido la manus de la mujer al momento de celebrarse el matrimonio. No obstante, podía adquirir la manus mediante el usus, que fue la forma menos solemne de contraer la manus, que vendría a ser una especie de usucapión o prescripción adquisitiva, que es un modo de adquirir el dominio de las cosas ajenas por haberse poseído dichas cosas durante un cierto lapso de tiempo y concurriendo los demás requisitos legales. En lo relativo a la manus, ésta podía adquirirse por el usus, esto es, por haber estado la mujer un año continuo bajo la dependencia o posesión del marido. Así, el usus era una usucapión especial que permitía adquirir la manus de la mujer por estar en posesión del marido continuamente durante un año.
La mujer tenía una forma de impedir que el marido adquiriese la manus: la Tricnoctii usurpatio, que consistía en que la mujer, antes de que se cumpliera el año aludido, abandonaba durante tres noches seguidas la casa de su marido para irse a la de su paterfamilias original (participando en las fiestas religiosas de su antigua domus para demostrar que seguía sujeta a ésta). Se señala que este modo de adquirir la manus dejó de aplicarse más o menos a comienzos del Imperio bajo el gobierno de Augusto.

## Efectos de la manus
Para efectos didácticos conviene distinguir entre efectos respecto de la persona de la mujer y efectos respecto de los bienes de la mujer. Sin perjuicio de destacar, desde ya, que la situación de la mujer casada cum manus, es similar, jurídicamente, a la de un hijo de familia; así los juristas emplean la expresión «loco filiae mariti est», es decir: que está en lugar de hija del marido, lo que ha de entenderse para efectos patrimoniales y sucesorios y no en relación con la posición de la mujer en la familia.

### Respecto a la esposa
1. La mujer sale de su familia agnaticia e ingresa en la correspondiente de su marido.
2. Como consecuencia de ello, la mujer pasa a ser considerada hija de su marido o del pater familias de este cuando el marido era alieni iuris. Así, jurídicamente es considerada hermana de sus hijos.
3. El marido o el pater familia, en caso de ser el marido alieni iuris, tiene poder o facultad para corregirla, venderla en esclavitud e incluso matarla. Con el tiempo estas facultades se fueron atenuando. La costumbre impuso al pater el consultar al consejo de familia (parientes más próximos) cuando quisiese aplicar un castigo grave a la mujer, salvo el caso de adulterio de ésta. Finalmente, terminó por desaparecer la facultad de dar muerte a su mujer.
4. El marido o el pater familia, según si el primero es o no alieni iuris, dispone de un interdicto especial llamado Uxore exhibenda et ducenda ('exigir que le sea exhibida y luego conducida').

#### Sus bienes
Se destacan los siguientes efectos:
1. Todos los bienes que la mujer tenía en el momento de contraer matrimonio o adquiera durante él a cualquier título pasan a ser de dominio del marido o del pater de este en caso de ser alieni iuris.
2. Por su parte, todas las deudas de la mujer anteriores al matrimonio se extinguen, por la capitis deminutio que sufre la mujer, lo cual conllevaba a situaciones injustas prestándose para fraude. De allí, que el pretor interviniera concediéndole a los acreedores una acción especial, una in integrum restitutio en virtud de la cual se tenía por no celebrada la conventium in manus en lo referente a los bienes de la mujer, de modo que los acreedores podían cobrarse en ello.
3. La mujer in manus no puede obligarse contractualmente por ser alieni iuris.
4. La mujer tiene derechos sucesorios sobre los bienes del pater o su marido por cuanto ella forma parte de la familia agnaticia de este.

## Extinción de la manus
La manus se extinguía con la muerte o capitis deminutio del pater, salvo en caso de ser el marido alieni iuris, y por la venta formal mancipatoria (remancipatio) o por la ceremonia religiosa de la difarreatio. La remancipatio se utilizaba para los casos de adquisición por coemptio o usos y la difarreatio para el caso de adquisición por confarreatio.